# Julie Coin
Julie Coin (2 de diciembre de 1982) es una tenista profesional francesa.
Siendo una jugadora prácticamente desconocida, se dio a conocer tras ganar a la N.º 1 del mundo y 1ª cabeza de serie, Ana Ivanović, en la segunda ronda del Abierto de los Estados Unidos de 2008. En ese momento, Coin ocupaba el puesto 188 del mundo.
A lo largo de su carrera ha ganado 10 torneos de la Federación Internacional de Tenis en categoría individual y otros 16 en categoría de dobles.
En asociación con Emily Webley-Smith, Coin ganó un torneo ITF de $100.000 en febrero de 2015 en el Midland, derrotando a Jacqueline Cako y Sachia Vickery en la final. Anunció en noviembre de 2015 que el Open de Limoges de 2015 sería su último torneo, ya que se retiraría del tenis profesional.

## Títulos ITF

### Individual
| Torneos de $100,000 |
| Torneos de $75,000  |
| Torneos de $50,000  |
| Torneos de $25,000  |
| Torneos de $15,000  |
| Torneos de $10,000  |

| N.º | Fecha                    | Torneo                     | Superficie | Oponentes                 | Resultado           |
| --- | ------------------------ | -------------------------- | ---------- | ------------------------- | ------------------- |
| 1.  | 18 de junio de 2005      | Les Contamines, Francia    | Dura       | Dominika Nociarova        | 6-7(5), 6-2, 6-4    |
| 2.  | 9 de agosto de 2005      | Londres, Reino Unido       | Dura       | Claire Peterzan           | 6-4, 1-6, 6-3       |
| 3.  | 13 de marzo de 2007      | Mérida, México             | Dura       | Maria Vanina Garcia Sokol | 7-5, 6-4            |
| 4.  | 28 de enero de 2008      | Belfort, Francia           | Dura       | Virginie Pichet           | 6-0, 6-3            |
| 5.  | 6 de octubre de 2008     | Joue-les-Tours, Francia    | Dura       | Stéphanie Foretz          | 7-6(7), 7-6(3)      |
| 6.  | 1 de marzo de 2009       | Clearwater, Estados Unidos | Dura       | Yanina Wickmayer          | 6–3, 1–1 ret.       |
| 7.  | 5 de octubre de 2009     | Tokio, Japón               | Dura       | Olga Savchuk              | 7-6(6), 4-6, 7-6(6) |
| 8.  | 29 de septiembre de 2013 | Clermont-Ferrand, Francia  | Dura (i)   | Doroteja Eric             | 3-6, 6-1, 6-4       |
| 9.  | 20 de octubre de 2014    | Saguenay, Canadá           | Dura (i)   | Jovana Jakšić             | 7-5, 6-3            |
| 10. | 13 de abril de 2015      | Ponta Delgada, Portugal    | Dura       | Georgina García Pérez     | 6–0, 6–1            |

### Dobles
| Torneos de $100,000 |
| Torneos de $75,000  |
| Torneos de $50,000  |
| Torneos de $25,000  |
| Torneos de $15,000  |
| Torneos de $10,000  |

| N.º | Fecha                    | Torneos                 | Superficie | Pareja              | Oponentes                                      | Resultado        |
| --- | ------------------------ | ----------------------- | ---------- | ------------------- | ---------------------------------------------- | ---------------- |
| 1.  | 26 de marzo de 2001      | Amiens, Francia         | Arcilla    | Olivia Cappelletti  | Bianca Cremer Jelena Pandžić                   | 7-5, 6-1         |
| 2.  | 4 de julio de 2005       | Le Touquet, Francia     | Arcilla    | Alice Hall          | Karla Mraz Virginie Pichet                     | 7-5, 7-6(5)      |
| 3.  | 27 de enero de 2007      | Grenoble, Francia       | Dura       | Sherazad Benamar    | Stephanie Rizzi Karolina Kosińska              | 1-6, 7-5, 6-4    |
| 4.  | 17 de marzo de 2008      | Tenerife, España        | Dura       | Violette Huck       | Mervana Jugic-Salkic Tzipora Obziler           | 6-4, 6-3         |
| 5.  | 23 de junio de 2008      | Guecho, España          | Arcilla    | Story Tweedie-Yates | Estrella Cabeza Candela Sara Del Barrio Aragón | 6-3, 6-1         |
| 6.  | 10 de septiembre de 2008 | Madrid, España          | Dura       | Irena Pavlovic      | Yuliya Beygelzimer Anastasia Poltoratskaya     | 6-3, 6-4         |
| 7.  | 3 de mayo de 2009        | Cagnes-sur-Mer, Francia | Arcilla    | Marie-Ève Pelletier | Anna Tatishvili Erika Krauth                   | 6-4, 6-3         |
| 8.  | 1 de noviembre de 2009   | Poitiers, Francia       | Dura (i)   | Marie-Ève Pelletier | Marta Domachowska Michaëlla Krajicek           | 6-3, 3-6, [10-3] |
| 9.  | 11 de julio de 2011      | Woking, Reino Unido     | Dura       | Eva Hrdinová        | Emma Laine Melanie South                       | 6-1, 3-6, [10-8] |
| 10. | 18 de julio de 2011      | Les Contamines, Francia | Dura       | Eva Hrdinová        | Maria Abramović Nicole Clerico                 | 6-3, 6-2         |
| 11. | 24 de agosto de 2011     | Estambul, Turquía       | Dura       | Eva Hrdinová        | Irena Pavlovic Sandra Klemenschits             | 6-4, 7-5         |
| 12. | 14 de abril de 2012      | Pelham, Estados Unidos  | Arcilla    | Marie-Ève Pelletier | Elena Bovina Ekaterina Bychkova                | 7-5, 6-4         |
| 13. | 8 de octubre de 2012     | Joue-les-Tours, Francia | Dura (i)   | Séverine Beltrame   | Justyna Jegiołka Diāna Marcinkēviča            | 7-5 6-4          |
| 14. | 15 de junio de 2013      | Nottingham, Reino Unido | Césped     | Stéphanie Foretz    | Julia Glushko Erika Sema                       | 6–2, 6–4         |
| 15. | 13 de octubre de 2013    | Joue-les-Tours, Francia | Dura (i)   | Ana Vrljić          | Andrea Hlaváčková Michaëlla Krajicek           | 6-3, 4-6 [15-13] |
| 16. | 8 de febrero de 2015     | Midland, Estados Unidos | Dura (i)   | Emily Webley-Smith  | Jacqueline Cako Sachia Vickery                 | 4–6, 7–6, [11–9] |